# Gema Igual
Gema Igual Ortiz (Santander, 10 de setembre de 1973) és una política espanyola, alcaldessa de Santander des del 17 de novembre de 2016. Pertany al Partit Popular.

## Biografia
Encara que va néixer a Santander, es va criar a Illa, localitat pertanyent al municipi de Arnuero. És la petita de tres germans, un d'ells, José Manuel, és alcalde d'aquest municipi i diputat autonòmic del PP.
Després de realitzar els estudis de secundària a l'institut de La Albericia de la capital càntabra va cursar estudis de Magisteri a Espanya|Magisteri] a la Universitat de Cantàbria, que no va arribar a concloure perquè va trobar feina a Madrid. A la capital d'Espanya va treballar en una agència de turisme durant prop de vuit anys.
De tornada a Santander, va treballar com a gerent de l'Associació de Joves Empresaris de Cantàbria.
En 2003 va arribar a l'Ajuntament de Santander, de la mà de Gonzalo Piñeiro. Allí sent regidora, va passar per diverses àrees: Turisme i Festejos (2003-2007); de Turisme i Protocol (2007-2011); i Turisme i Relacions Institucionals (2011-2015, i des de juny de 2015 a novembre de 2016).
Va ocupar el número dos a la candidatura del PP santanderí a les convocatòries electorals del 2007, 2011 i 2015.
El 17 de novembre de 2016 va ser nomenada alcaldessa de Santander, en substitució de Íñigo de la Serna, nou ministre de Foment.convertint-se així en la primera dona que accedeix al càrrec de la història de la ciutat.
Afiliada al PP de Cantàbria des de 2000, actualment forma part del Comitè Executiu del partit a la regió i exerceix la presidència del Consell d'Alcaldes del PP càntabre.
Des de desembre de 2016 és vocal de la Junta de Govern de la Federació Espanyola de Municipis i Províncies.
A més és presidenta de la Fundació Santander Creativa i com a alcaldessa de Santander està al capdavant de la vicepresidència de la Conferència de les Ciutats de l'Arc Atlàntic.
Es va presentar com a candidata del PP de Cantàbria a les eleccions municipals de 2019 a Santander. Va guanyar amb 11 dels 25 regidors de l?ajuntament. Després de pactar amb Ciutadans i Vox va revalidar l'alcaldia el 15 de juny de 2019.